# 马庄街道 (咸阳市)
马庄街道，是中华人民共和国陕西省咸陽市秦都区下辖的一个街道办事处。
2015年，陕西省民政厅批复同意撤销马庄镇，设立马庄街道办事处。

## 行政区划
马庄街道下辖以下地区：
押大村、押小村、贾村、克侍村、三合村、直堡村、七结村、马庄村、小秩村、宜渡村、西界村、天阁村、师村、南吴村、东界村、林孟村、南寨村、将相村、小雅村、白合村和正洪村。